# Plaça del Rei
|  | Per a altres significats, vegeu «Plaça del Rei (desambiguació)». |

La plaça del Rei està situada al cor del barri de la Catedral de Barcelona, i durant segles va ser la seu del poder comtal reial a la ciutat. Per la seva disposició, gairebé tancada, i la seva sonoritat, és un lloc on tradicionalment es duen a terme concerts de música i altres espectacles.

## Història i descripció
La plaça conserva la disposició rectangular derivada del projecte d'urbanització que es va dur a terme durant el regnat de Martí l'Humà, a la segona meitat del segle xiv. Aquest projecte es proposava fer una plaça allargada on poder-hi celebrar torneigs i eliminar, així, el mercat que s'hi feia tradicionalment. Entre 1853 i 1935 (quan es va excavar el subsòl de la plaça), hi havia una font neogòtica dissenyada per l'arquitecte Francesc Daniel Molina. També hi va haver durant molts anys una de les columnes del Temple d'August, que avui es pot visitar al pati del Centre Excursionista de Catalunya, al carrer del Paradís. El 1986 s'hi va inaugurar l'escultura Topos V, obra d'Eduardo Chillida.
Es tracta d'un espai monumental, tancat per tots els costats excepte per l'extrem sud-oest, per on es comunica amb la Catedral mitjançant la Baixada de Santa Clara i amb el carrer de la Llibreteria a través del carrer del Veguer. Al costat nord en destaca la façana del saló del Tinell, amb la torre del mirador del Rei Martí a l'extrem esquerre, des d'on s'obté una bona vista de la ciutat medieval; al cantó dret, l'escalinata que porta al saló del Tinell i a la capella de Santa Àgata, la façana de la qual tanca la plaça pel costat est. El costat sud-est conté la casa Padellàs, seu del Museu d'Història de Barcelona, traslladada des del carrer dels Mercaders arran de l'obertura de la Via Laietana. El costat oest està ocupada pel Palau del Lloctinent, del segle xvi. Al subsòl s'hi poden visitar més de 1.000 m² de restes de l'antiga Bàrcino.

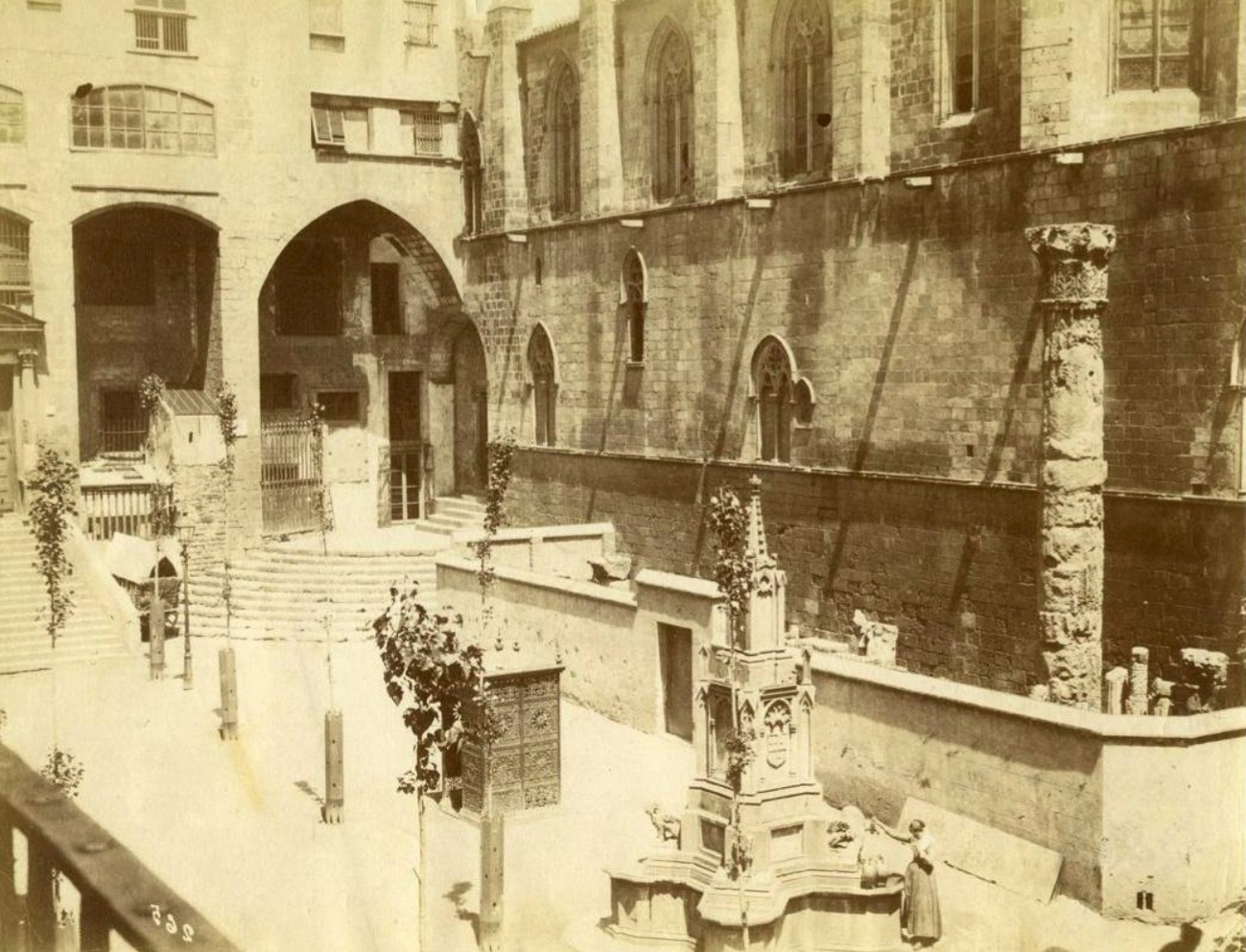
La columna romana i la font neogòtica a la plaça del Rei

### Intervencions arqueològiques
Abans de les obres de la nova fonamentació de la casa Padellàs el 1931, Agustí Duran i Sanpere va demanar autorització per excavar el subsòl de la zona, però li va ser denegada. La troballa d'una àmfora va fer que es revoqués la negativa i s'iniciés l'excavació sistemàtica del solar, per a la qual cosa es va desfer els murs de formigó que ja s'havien alçat i es va intentar reparar els danys produïts.
Hi destacà la troballa, per primera vegada, del parament interior d'un sector de la muralla romana. A més, es posà al descobert un sector de la cara interior de la muralla, una part de l'intervallum o carrer de circumval·lació interior de la ciutat, amb les clavegueres corresponents, i les diverses dependències. Aquestes restes arqueològiques van ser interpretades com una domus. S'hi recolliren nombrosos pesos de telers, espàtules, agulles, agulles de cap i eines de tocador. A més, s'hi documentà part del que devia constituir una construcció termal, de la qual ens resta la piscina natatio del frigidari i la zona de desguàs. L'existència de dipòsits i la posterior construcció d'unes termes en el sector, de les quals només resta la piscina del frigidarium, va fer pensar Duran i Sanpere en una casa de banys, ja que va considerar l'existència simultània de les restes del conjunt termal i els dipòsits de les instal·lacions prèvies industrials.
Tamateix, l'arqueòloga Júlia Beltran de Heredia reinterpretà el conjunt com una instal·lació especialitzada denominada fullonica. El tenyit de teles, cintes o peces de roba usades es duia a terme a les tintoreries (tinctoriae). L'entrada als tallers es feia des del vial que anava resseguint la muralla, l'antic interuallum. Al tram de carrer situat al davant de les dues instal·lacions s'hi abocaven els rebuigs dels tallers i tota mena de residus, segurament producte de la neteja de piques i recipients. En aquest abocador s'han pogut localitzar diversos nivells que contenien tints, plantes i restes minerals, productes que es feien servir per tenyir i rentar roba. La datació de les dues instal·lacions es pot fixar al segle ii. Els dos tallers dedicats a la neteja i tenyiment de roba es localitzen pròxims a la porta d'entrada a la ciutat que enllaçava amb el cardo maximus. L'insula presentava façana a l'interuallum, on se situen ambdues entrades independents i contigües a les dues instal·lacions. S'han conservat els sistemes d'evacuació de les instal·lacions que abocaven les aigües residuals a tres clavegueres que anaven fora la ciutat. Dues d'aquestes confluïen per a anar a trobar la claveguera principal que discorre al llarg del cardo minor. Els dos tallers contigus i segurament relacionats varen utilitzar com a abocador el vial públic, l'antic interuallum, que al segle ii havia perdut la seva primitiva funció.
Al sud-oest, es documentà l'existència d'una piscina del frigidari d'unes termes que es construí en aquest sector a l'antiguitat tardana (segles v-vi). D'aquest edifici termal, només s'ha conservat parcialment estructures corresponents a dos, o possiblement tres, àmbits, un dels quals correspon a la piscina. Es tracta d'una construcció de planta quadrangular amb escales d'accés en un dels costats. Es pot documentar el sistema de clavegueram en direcció a l'interuallum i a l'exterior de la ciutat. Semblaria que la seva interpretació es deu a una natatio del bloc fred d'un edifici termal. Al costat de la piscina hi ha altres murs que semblen definir dues sales, de les quals es desconeix els seus límits posteriors. La sala més septentrional ocupa parcialment el cardo minor i presenta algunes dificultats de relació constructiva amb la resta de l'edifici termal.

## Galeria d'imatges

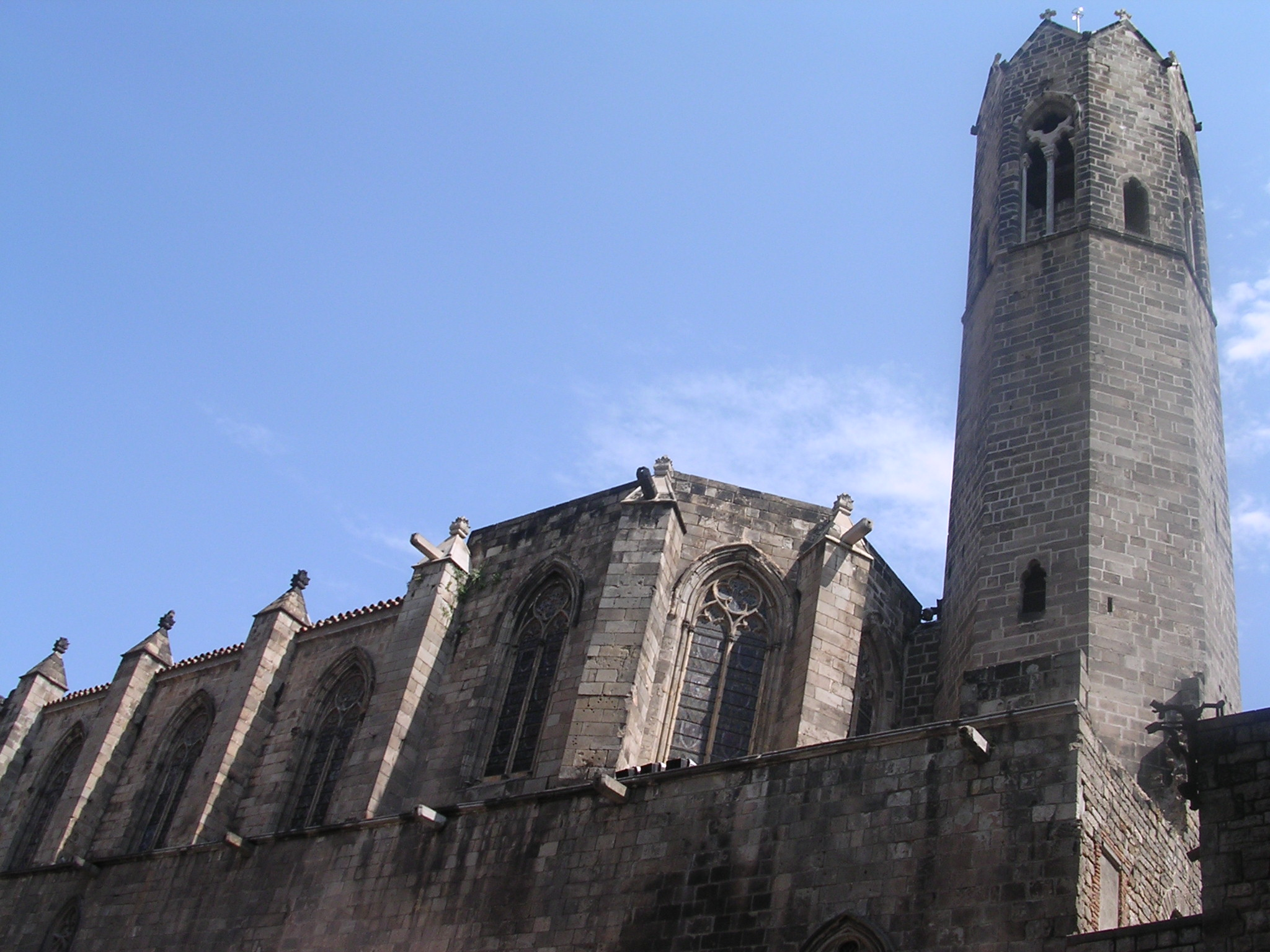
Lateral, absis i campanar de la capella de Santa Àgata, al costat est
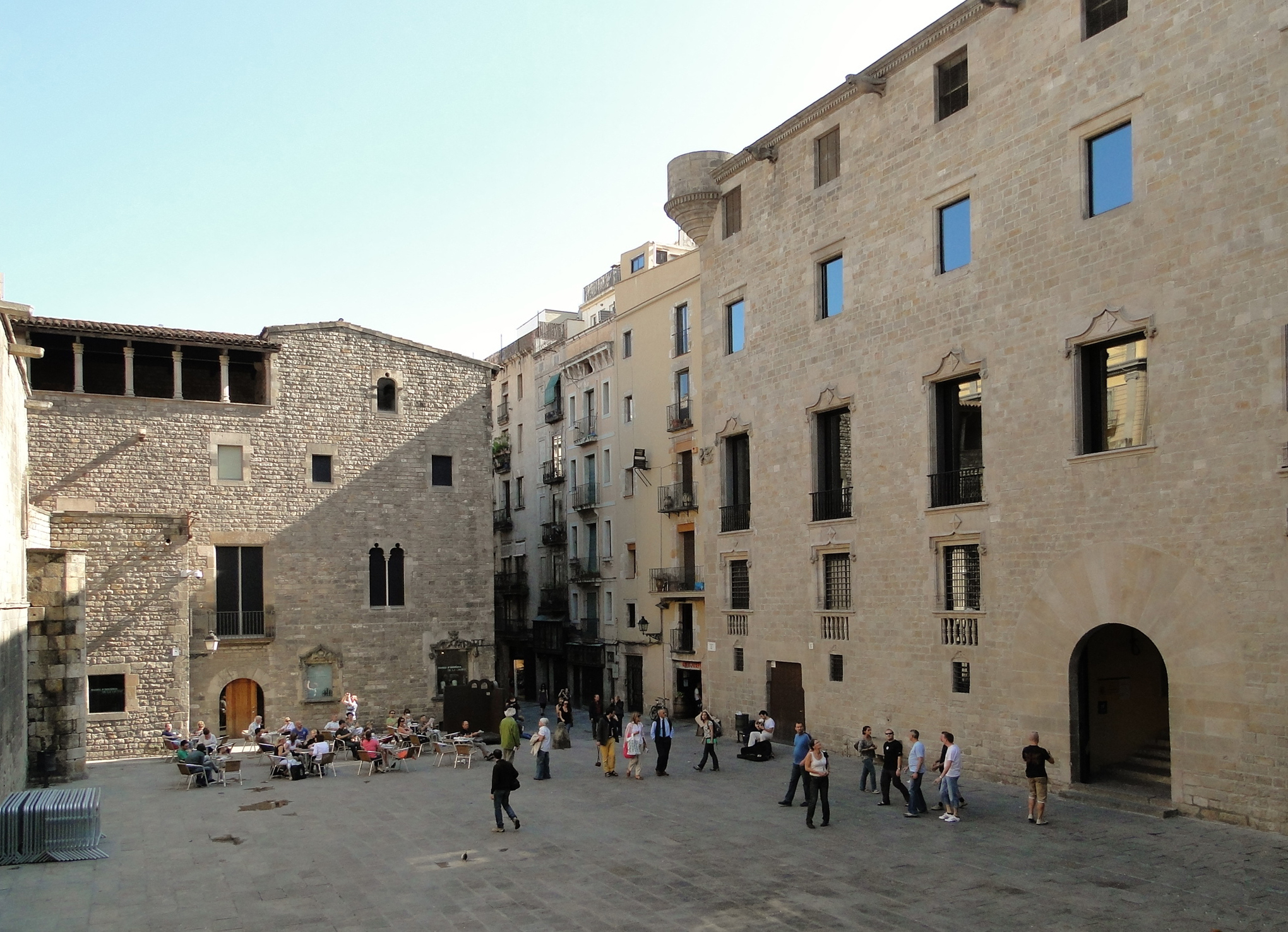
Costat sud-oest, amb la Casa Padellàs al fons i el Palau del Lloctinent a la dreta
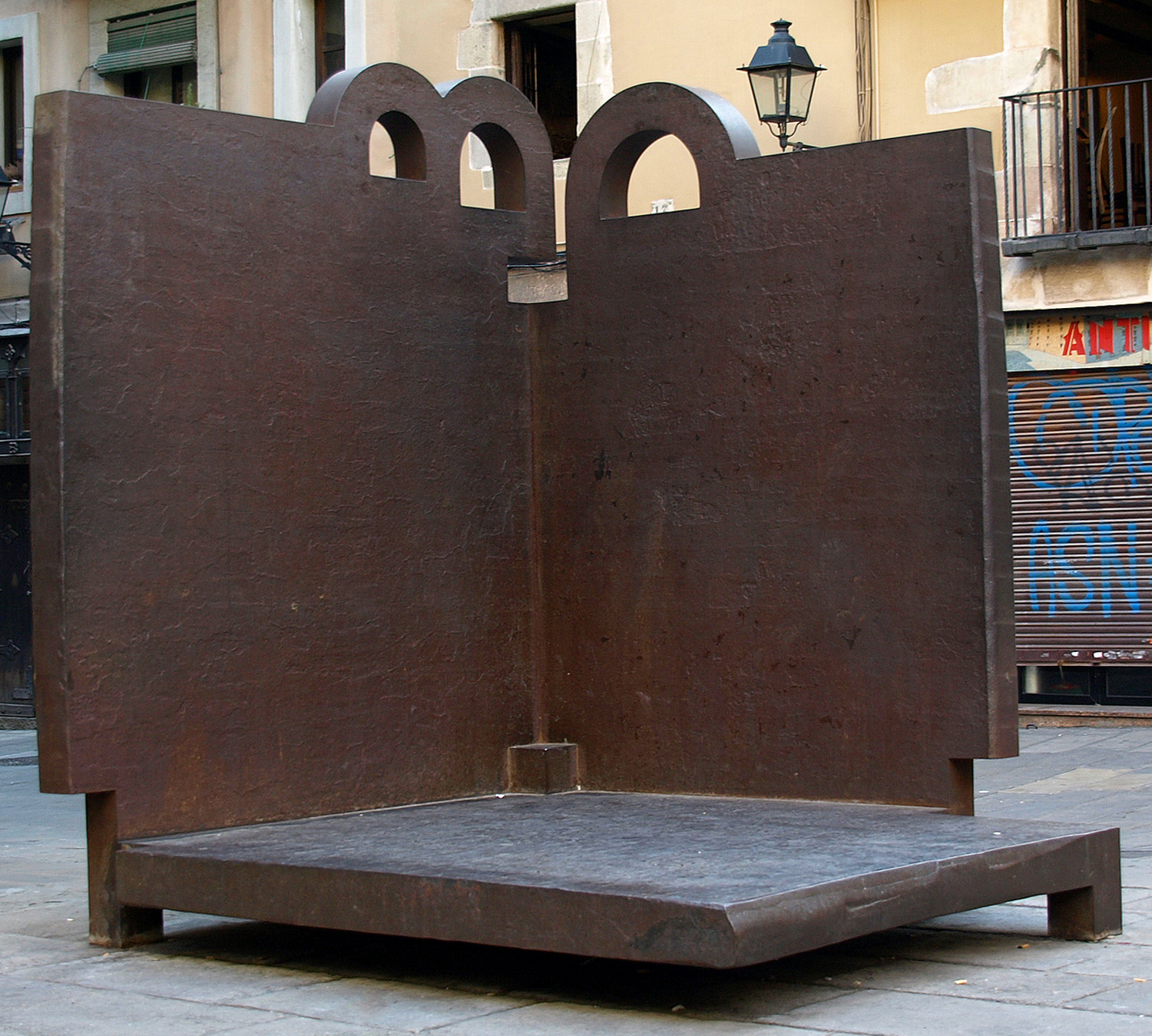
Escultura Topos V, d'Eduardo Chillida
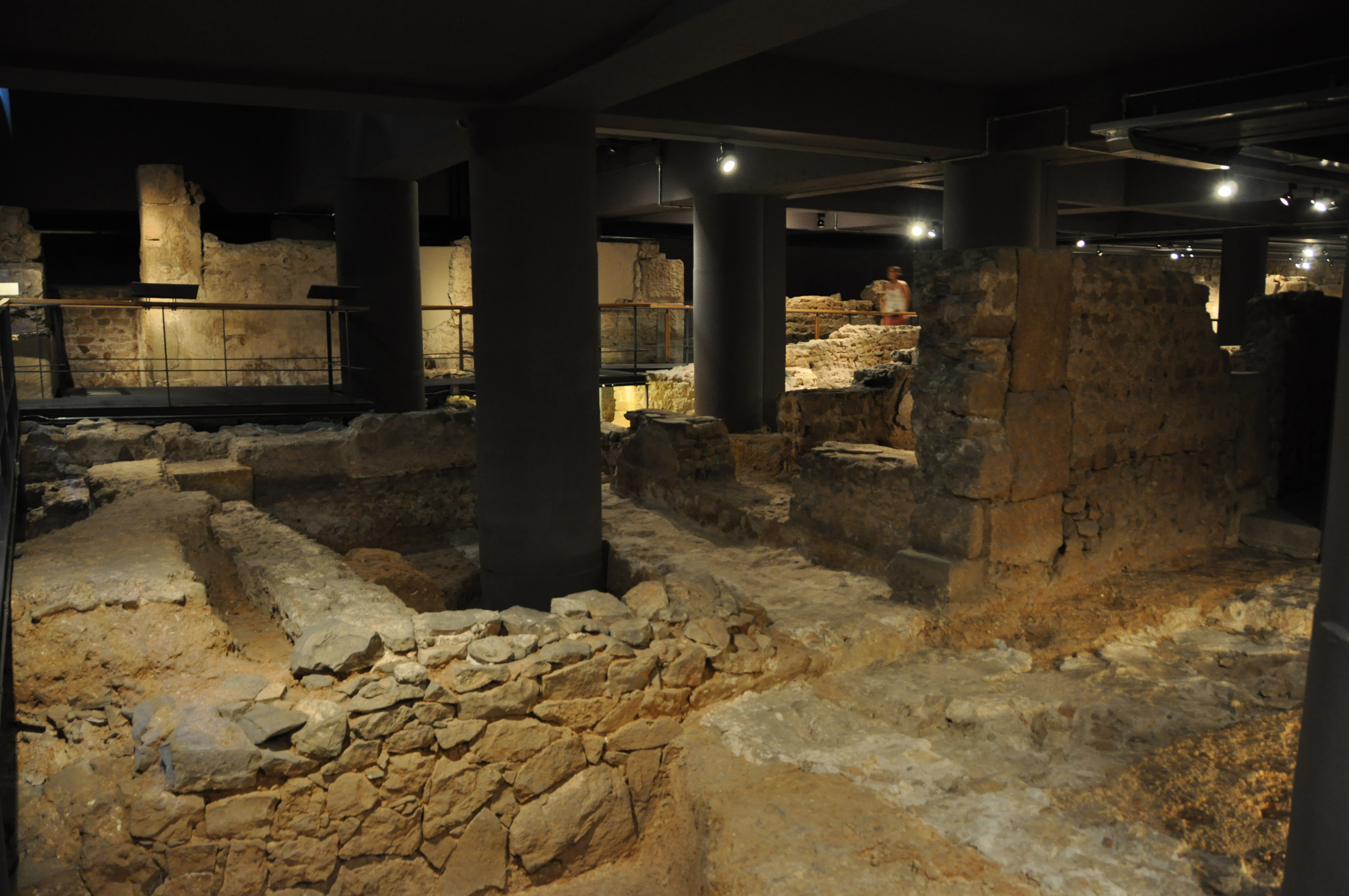
Restes de la fullonica romana al subsòl de la Casa Padellàs